# Die vier klugen Gesellen

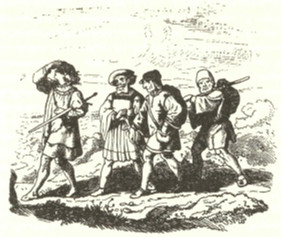
Holzschnitt, Ludwig Richter

Die vier klugen Gesellen ist ein Märchen. Es steht in Ludwig Bechsteins Deutsches Märchenbuch an Stelle 73 (1845 Nr. 85) und stammt aus Antonius von Pforrs Das Buch der Beispiele der alten Weisen (Kap. 15: Von des Königs Sohne und seinen Gefährten).

## Inhalt

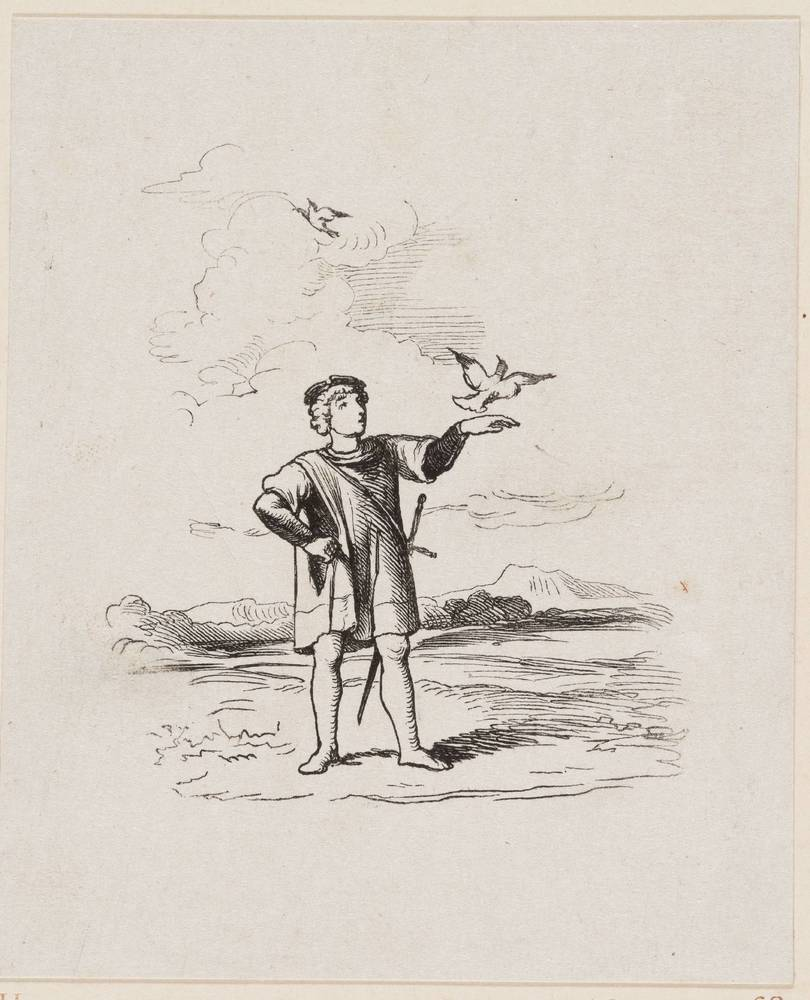
Holzschnitt, Ludwig Richter

Ein Königssohn, ein Edelmann, ein Kaufmann und ein Arbeiter wandern zusammen, haben kein Geld mehr und erreichen eine Stadt. Um etwas zu bekommen, empfiehlt der Königssohn Gottvertrauen, der Kaufmann Umsicht, der Edelmann Schönheit, der Arbeiter Übung. Er verdient ihnen mit Holztragen zwei Silberpfennige für Essen. Am Folgetag ist der Edelmann dran, zagt erst, aber betört eine Witwe, die ihm hundert Goldpfennige schenkt. Der Kaufmann sagt am Hafen seines Vaters Namen und erhandelt fünftausend Gulden Gewinn. Der Königssohn sitzt so versunken da, als grade der König zu Grabe getragen wird, dass man ihn festsetzt. Er erzählt, wie sein Bruder ihm das Reich nahm, als der Vater starb. Den kannten viele und erheben nun ihn zum neuen König. Er erzählt, wie er für seine letzten zwei Pfennige zwei Turteltauben vom Markt freikaufte, die ihm dafür einen Schatz zeigten und wussten, dass niemand Gottes Fügung entgeht. Seine Wandergesellen stellt er an.

## Herkunft
Bechstein nennt die Quelle, Pforrs Buch der Beispiele. Hans-Jörg Uther bemerkt Mot. N 142: Glück und Unglück liegen nahe beinander. Der Aufbau ähnelt Wettstreitgeschichten von Handwerkern wie Grimms Die drei Brüder, Die vier kunstreichen Brüder. Der Autor nutzt Steigerung und retardierendes Moment, indem der Königssohn erst eingesperrt wird, wohl als Probe des Glaubens. Turteltauben sind biblische Opfergaben, zum letzten Geld vgl. Mk 12,42 , wie in Bechsteins Des Königs Münster.